# Arachosinella strepens
Arachosinella strepens är en spindelart som beskrevs av Denis 1958. Arachosinella strepens ingår i släktet Arachosinella och familjen täckvävarspindlar. Inga underarter finns listade i Catalogue of Life.